# Дони Јен
Дони Јен Џи-Дан (кин. 甄子丹, енгл. Donnie Yen Ji-dan; Гуангџоу, 27. јула 1963), рођен као Јен Тзе-дан, или једноставно Дони Јен (енгл. Donnie Yen), кинеско - хонгконшки је глумац, мајстор борилачких вештина, филмски режисер, продуцент, акциони кореограф, каскадер и вишеструки светски шампион на вушу турнирима.
Познат је по улогама у филмовима Блејд 2, Прича о Ип Mену, Прича о Ип Mену 2 и наставцима, Одметник 1: прича Ратова звезда, xXx - Повратак Зендера Кејџа, Мулан и Џон Вик 4.